# Terence Stamp
Terence Stamp (London, Stepney, 1938. július 22. – 2025. augusztus 17.) Golden Globe-díjas angol színész. 
Az 1960-as évek elején kezdett filmezni. Kimagasló tehetsége révén az évtized egyik legígéretesebb és legjelentősebb új sztárjának számított. Olaszországban is dolgozott, például Pier Paolo Pasolini és Federico Fellini irányítása alatt. Az 1970-es évek elején néhány évre visszavonult a pályától. Az 1980-as években sikerült visszakerülnie az élvonalba, de azóta főleg karakterszerepekben látható.

## Pályafutása

### A kezdetek
Terence Stamp szülei Thomas Stamp és Ethel Esther Perrott. A Stamp család öt gyermeke közül Terence a legidősebb. Egyik fivére, Christopher később zenei producer lett. Mivel édesapa a kereskedelmi flottánál betöltött állása miatt gyakran volt távol, a gyerekeket főleg az édesanya, a nagymama és a nagynénik nevelték. Terence-t az édesanyja egyszer elvitte moziba a Beau Geste (1939) című filmre. A kisfiúnak annyira tetszett Gary Cooper játéka, hogy elhatározta, ő is filmszínész lesz, ha felnő. Iskolái befejezése után előnyös külseje révén különböző reklámügynökségeknél kapott munkát Londonban. Noha jól keresett, nem mondott le arról a vágyáról, hogy színész legyen. Nem kellett bevonulnia katonának, mivel a lábait gyengének találták. Az így nyert két évet arra fordította, hogy színészileg képezze magát.

### A hatvanas évek

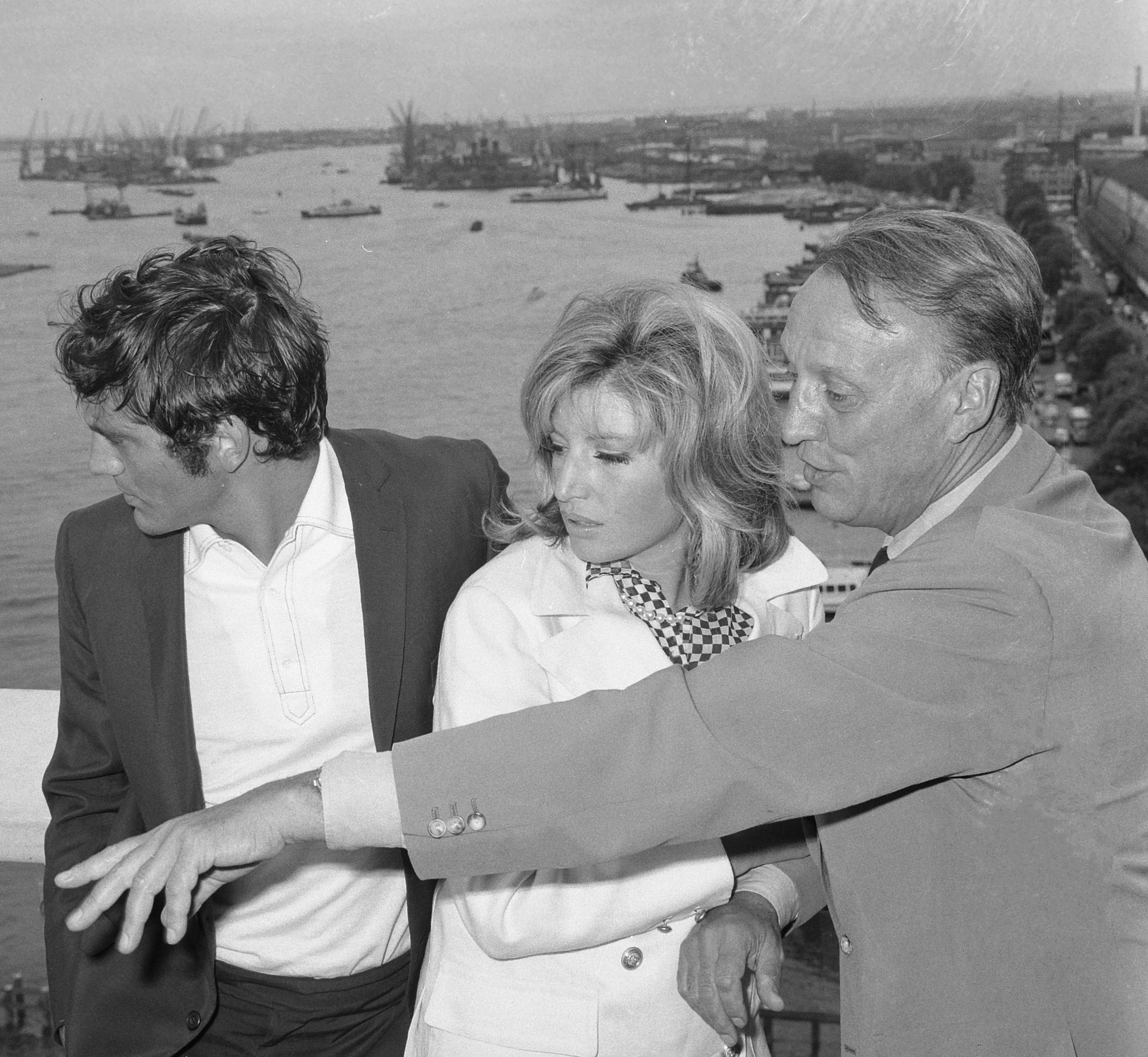
Terence Stamp, Monica Vitti és Joseph Losey 1965-ben a Modesty Blaise című film forgatásán

Terence Stampet először a színpadon láthatta a közönség: számos darabban lépett fel, melyek közül Willis Hall The Long, and The Short, and The Tall című háborús drámájában nyújtott alakítása volt a legsikeresebb. Ennek kapcsán barátkozott össze kollégájával, Michael Caine-nel. Első filmszerepét 1962-ben játszotta Peter Ustinov Billy Budd című alkotásában: ő volt a címszereplő. Alakításának nagy volt a visszhangja, a kritikák nem fukarkodtak a dicsérő jelzőkkel. Játékát Golden Globe-díjjal ismerték el, de jelölték Oscar- és BAFTA-díjra is. A kedvező fogadtatás ellenére nem vetette bele magát a filmezésbe, több ígéretes ajánlatot utasított vissza különféle indokokkal. 1965-ben William Wyler, a monumentális Ben-Hur rendezőjének A lepkegyűjtő című nyomasztó kamaradrámájában vállalta el a főszerepet. Egy jóképű pszichopata fiatalembert játszott, akit egy lottónyeremény hozzásegít ahhoz, hogy elrabolja és egy magányos vidéki házban fogva tartsa álmai hölgyét. Partnernője Samantha Eggar volt: mindkét művész alakítását díjazták az 1965-ös cannes-i filmfesztiválon.
Ezzel a filmjével Stamp befutott színész lett, a londoni művészi és társasági élet népszerű alakja, a ’60-as évek egyik legismertebb brit sztárja. Következő filmszerepét Joseph Losey-tól kapta a Modesty Blaise című kémfilmparódiában, amely képregény alapján készült. A címszerepet a ragyogó olasz színésznő, Monica Vitti játszotta, bár ezen az alakításán sokan fanyalogtak. Szerepelt még a filmben a kitűnő jellemszínész, Dirk Bogarde is, ennek ellenére a mű tulajdonképpen megbukott. Thomas Hardy regénye nyomán készült a Távol a tébolyult tömegtől (1967) című romantikus dráma, melyben Stamp olyan kiválóságokkal játszott együtt, mint Julie Christie, Alan Bates és Peter Finch. A filmet a brit free cinema jeles képviselője, John Schlesinger rendezte. Még ugyanabban az évben Terence Kenneth Loach meghívását is elfogadta a Szegény tehén című dráma egyik szerepére.

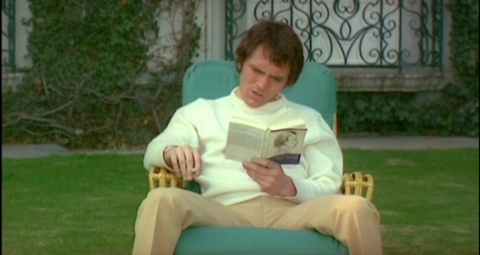
A Vendég szerepében a Teoréma című filmben

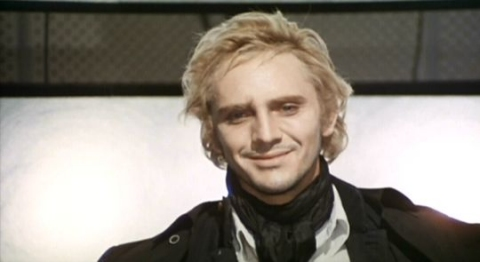
Toby Dammit szerepében a Különleges történetek című filmben

Stamp nagy bánatára Michelangelo Antonioni két héttel a Nagyítás (1966) című filmjének forgatása előtt lecserélte őt az akkor még ismeretlen David Hemmingsre. Ha Antonioninak nem is, két nem kevésbé híres olasz rendezőnek viszont tökéletesen megfelelt Terence Stamp. Pier Paolo Pasolini nagy vihart kavart tézisfilmjében, a Teorémában (1968) Stamp játszotta a titokzatos Vendéget, aki egy nagypolgári család minden tagjával testi kapcsolatba kerül, majd távozása a család széthullásához vezet. (A kivételt a Laura Betti által megformált cselédlány jelentette, akit az Ismeretlennel való egyesülés a létezés magasabb szintjére emelt.) Stampnek egyáltalán nem volt szövege a filmben, puszta jelenlétével kellett éreztetnie a megmagyarázhatatlan vonzerőt. Alakja egyes értelmezések szerint Istent, más magyarázatok szerint a Sátánt szimbolizálta. 
A Sátán kísérti meg Toby Dammitot a Különleges történetek (1968) című háromrészes szkeccsfilm Federico Fellini által rendezett epizódjában. A mű alapja Edgar Allan Poe Belzebubé a fejem című novellája volt. Stamp kitűnően játszotta a még híres, de valójában kiégett sztár, Toby Dammit szerepét, aki Olaszországban vállal munkát. Állandó bódulatában egy labdázó kislány jelenik meg előtte, aki játszani hívja, és egy éjszaka aztán ez lesz a férfi veszte. Rosszmájúak szerint Stamp tulajdonképpen akkori önmagát játszotta Fellininél, hiszen az ő színészi pályája is akkortájt kezdett megfenekleni. Szó volt arról, hogy játszik a Mester következő alkotásában, a Fellini-Satyriconban is Pierre Clémenti partnereként, de erre végül nem került sor. Kissé talán elhamarkodottan visszautasította Harmonika szerepét Sergio Leone ma már klasszikus Volt egyszer egy Vadnyugat (1968) című westernjében. Olaszországban még eljátszotta Arthur Rimbaud-t a nagy költő afrikai éveiről szóló Nelo Risi-alkotásban, az Egy évad a pokolban (1970) című drámában. Partnerei Jean-Claude Brialy és Florinda Bolkan voltak.

### A hetvenes évek
Szakmai és magánéleti problémái miatt a ’70-es évek első felében Stamp visszavonult a filmezéstől. Ibiza szigetén élt egy ideig, aztán Japánba, majd Indiába költözött. 1975-től kezdett újra forgatni. A Superman (1978) című Richard Donner-filmben Zod tábornok szerepét játszotta. Ez az alakítása nyitotta meg számára a visszavezető utat a filmvilág élvonalába. Frank Finlay, Ian Holm, Marina Vlady és Peter Ustinov partnere volt A bagdadi tolvaj 1978-as remake-jében, mely eredetileg a televízió számára készült. Szerepelt a világhírű brit rendező, Peter Brook Találkozások rendkívüli emberekkel – G. I. Gurgyejev csodálatos élete (1979) című drámájában. Az évtized végét a Superman II (1980) jelentette számára, melyben ismét Zod tábornok jelmezét öltötte magára.

### A nyolcvanas évek
Stamp pályája 1984-től tért vissza a régi kerékvágásba. A megújuló brit filmművészet egyik tehetsége, Stephen Frears Az áruló (más címváltozatban: Félelem nélkül) című bűnügyi drámájában egy volt gengsztert formált meg, John Hurt, Fernando Rey és Tim Roth partnereként. Alakításáért díjat is nyert. Ezt követően Hollywoodba is rendszeresen meghívták kisebb szerepekre olyan sikerfilmekbe, mint A szicíliai (1987), a Tőzsdecápák (1987), A vadnyugat fiai (1988), a Földönkívüli zsaru (1988) vagy a Törvényszéki héják (1986). Utóbbi alkotás forgatása nehéz időszak volt életében, hiszen akkoriban hunyt el édesanyja, Ethel. Talán ez is szerepet játszott abban, hogy 1986-ban visszautasította Az országút fantomja című film főszerepét, melyet aztán Rutger Hauer játszott el.

### A kilencvenes évektől napjainkig
A ’90-es évek legkiemelkedőbb szerepe Stamp számára a transzszexuális Ralph/Bernadette megformálása volt a méltán világsikerű Priscilla, a sivatag királynőjének kalandjai (1994) című, komikus és drámai elemeket ötvöző ausztrál filmben. Két kitűnő partnere Guy Pearce és Hugo Weaving voltak. Stephen Elliott road-movie-jában a ’70-es évek néhány népszerű slágere is felcsendül az ABBA, a Village People, Gloria Gaynor és a Paper Lace előadásában. Steven Soderbergh Amerikai vérbosszú című filmjében Terence játszotta Wilsont, a kiöregedett gengsztert. A szerepet kifejezetten neki írták, sőt a produkcióban egyik korábbi filmje, a Szegény tehén egyik jelenetét is felhasználták. Bő 20 évvel az első (a szériában elfoglalt helye szerint viszont a negyedik) Csillagok háborúja film után George Lucas rászánta magát, hogy elkészítse a történet háromrészes előzményét. A Csillagok háborúja I: Baljós árnyak (1999) című szuperprodukcióban Stamp Vallorum kancellár szerepét játszotta. Szó volt arról, hogy szerepel a folytatásban is, ám a színész – sokak meglepetésére – visszautasította az újabb felkérést. Finoman célozgatva a látványos effektusok kiemelt szerepére, azzal indokolta döntését, hogy „a színészek szívesebben játszanak színészekkel”. Az új évezredben a magyar közönség is láthatta a legsikeresebb friss filmjeit, illetve a Smallville című sorozatot, melynek 12 részében szerepelt. A Mr. és Mrs. Smith (2005) című kalandfilmből ugyan kivágták a jeleneteit, mindenesetre 2007 vége felé egyszerre 4 készülő produkcióban tartanak igényt a közreműködésére, és további szerepekre is elkötelezte magát.

## Egyéb tevékenységek
Stamp is csatlakozott azokhoz a kollégáihoz – mint például Christopher Lee vagy Michael York –, akik videojátékokhoz kölcsönzik a hangjukat. Ennél jelentősebb azonban írói ténykedése. Három kötetben adta közzé önéletrajzát: Stamp Album (1987), Coming Attractions (1988), Double Feature (1989). 1991-ben The Night címmel egy regénye is megjelent, egy filozofikus komédia. 1990-ben jelent meg Elizabeth Buxtonnal közösen írt szakácskönyve, amely The Stamp Collection Cookbook címmel vált ismertté. Stranger in the House címmel 1990-ben egy forgatókönyvet írt.

## Magánélete
Saját bevallása szerint tizenévesként nem volt túl sikeres korosztálya lányai körében. Amikor színészi pályára lépett, majd Michael Caine-nel közös lakást bérelt, a két barátból sikeres nőcsábász lett. Stamp híres kolléganőknek is csapta a szelet. Rövid románca volt például Brigitte Bardot-val, illetve Julie Christie-vel is. Utóbbi ügy még a Kinks együttest is megihlette: a Waterloo Sunset című daluk egyik sora – „Terry met Julie” – igazából a két sztár szerelmére utal. Stamp komolyan beleszeretett Jean Shrimpton szupermodellbe, ám a hölgy egy idő után elhagyta. Ez a szerelmi csalódás is szerepet játszott abban, hogy Stamp évekre eltűnt a művészi pályáról. 2002-ben feleségül vette Elizabeth O’Rourke-ot.

## Filmográfia

### Film
| Év   | Magyar cím                                      | Eredeti cím                                      | Szerep                        | Magyar hang          |
| ---- | ----------------------------------------------- | ------------------------------------------------ | ----------------------------- | -------------------- |
| 1962 | Billy Budd                                      | Billy Budd                                       | Billy Budd                    | Benkő Péter          |
| 1962 | A tárgyalás                                     | Term of Trial                                    | Mitchell                      | Kertész Péter        |
| 1965 | A lepkegyűjtő                                   | The Collector                                    | Freddie Clegg                 | Széles László        |
| 1966 | Modesty Blaise                                  | Modesty Blaise                                   | Willie Garvin                 | Harsányi Gábor       |
| 1967 | Szegény tehén                                   | Poor Cow                                         | Dave Fuller                   | Galambos Péter       |
| 1967 | Távol a tébolyult tömegtől                      | Far from the Madding Crowd                       | Francis 'Frank' Troy őrmester | Szabó Sipos Barnabás |
| 1968 |                                                 | Blue                                             | Blue                          |                      |
| 1968 | Különleges történetek                           | Histoires extraordinaires                        | Toby Dammit                   | Szakácsi Sándor      |
| 1968 | Különleges történetek                           | Histoires extraordinaires                        | Toby Dammit                   | Lélek Sándor Tibor   |
| 1968 | Teoréma                                         | Teorema                                          | A vendég                      | Selmeczi Roland      |
| 1970 | Mr. Soames eszmélése                            | The Mind of Mr. Soames                           | John Soames                   |                      |
| 1971 |                                                 | Una stagione all'inferno                         | Arthur Rimbaud                |                      |
| 1975 | Isteni teremtmény                               | Divina creatura                                  | Dany di Bagnasco              |                      |
| 1975 |                                                 | Hu-man                                           | Terence                       |                      |
| 1976 |                                                 | Striptease                                       | Alain                         |                      |
| 1977 |                                                 | Black-Out                                        | Edgar Poe                     |                      |
| 1978 | Superman                                        | Superman                                         | Zod tábornok                  | Fülöp Zsigmond       |
| 1978 | Superman                                        | Superman                                         | Zod tábornok                  | F. Nagy Zoltán       |
| 1978 | Superman                                        | Superman                                         | Zod tábornok                  | Bolla Róbert         |
| 1979 | Találkozások rendkívüli emberekkel              | Meetings with Remarkable Men                     | Lubovedsky herceg             |                      |
| 1979 |                                                 | Amo non amo                                      | Henry                         |                      |
| 1980 | Superman II.                                    | Superman II                                      | Zod tábornok                  | Fülöp Zsigmond       |
| 1980 | Superman II.                                    | Superman II                                      | Zod tábornok                  | Fazekas István       |
| 1981 |                                                 | Misterio en la isla de los monstruos             | J.R. Taskinar / Skinner       |                      |
| 1982 |                                                 | Morte in Vaticano                                | Padre Andreani                |                      |
| 1984 | Az áruló                                        | The Hit                                          | Willie Parker                 | Kaszás Attila        |
| 1984 | Farkasok társasága                              | The Company of Wolves                            | Az ördög                      | Orosz István         |
| 1986 | Törvényszéki héják                              | Legal Eagles                                     | Victor Taft                   | Ujréti László        |
| 1986 | Link, a majom                                   | Link                                             | Dr. Steven Phillip            |                      |
| 1986 |                                                 | Hud                                              | Edward                        |                      |
| 1987 | A szicíliai                                     | The Sicilian                                     | Borsa herceg                  | Kovács István        |
| 1987 | A szicíliai                                     | The Sicilian                                     | Borsa herceg                  | Barbinek Péter       |
| 1987 | A szicíliai                                     | The Sicilian                                     | Borsa herceg                  | Rosta Sándor         |
| 1987 | A szicíliai                                     | The Sicilian                                     | Borsa herceg                  | Németh Gábor         |
| 1987 | Tőzsdecápák                                     | Wall Street                                      | Sir Larry Wildman             | Matus György         |
| 1987 | Tőzsdecápák                                     | Wall Street                                      | Sir Larry Wildman             | Szersén Gyula        |
| 1988 | A vadnyugat fiai                                | Young Guns                                       | John Tunstall                 | Dobránszky Zoltán    |
| 1988 | Földönkívüli zsaru                              | Alien Nation                                     | William Harcourt              | Orosz István         |
| 1988 | Földönkívüli zsaru                              | Alien Nation                                     | William Harcourt              | Rosta Sándor         |
| 1990 | Veszélyben a testőr                             | Genuine Risk                                     | Paul Hellwart                 |                      |
| 1991 | Beltenebros                                     | Beltenebros                                      | Darman                        | Rajhona Ádám         |
| 1993 | A tuti balhé                                    | The Real McCoy                                   | Jack Schmidt                  | Papp János           |
| 1993 | A tuti balhé                                    | The Real McCoy                                   | Jack Schmidt                  | Barbinek Péter       |
| 1994 | Priscilla, a sivatag királynőjének kalandjai    | The Adventures of Priscilla, Queen of the Desert | Bernadette Bassenger          | Fülöp Zsigmond       |
| 1994 | Priscilla, a sivatag királynőjének kalandjai    | The Adventures of Priscilla, Queen of the Desert | Bernadette Bassenger          | Barbinek Péter       |
| 1994 | Priscilla, a sivatag királynőjének kalandjai    | The Adventures of Priscilla, Queen of the Desert | Bernadette Bassenger          | Tarján Péter         |
| 1996 |                                                 | Tiré à part                                      | Edward Lamb                   |                      |
| 1997 | Közbejött a szerelem                            | Love Walked In                                   | Fred Moore                    |                      |
| 1997 | Vágy                                            | Bliss                                            | Baltazar                      |                      |
| 1998 | Csóklopók                                       | Kiss the Sky                                     | Kozen                         | Csuha Lajos          |
| 1999 | Amerikai vérbosszú                              | The Limey                                        | Wilson                        | Szersén Gyula        |
| 1999 | Star Wars I. rész – Baljós árnyak               | Star Wars: Episode I – The Phantom Menace        | Valorum főkancellár           | Varga T. József      |
| 1999 | Fergeteges forgatás                             | Bowfinger                                        | Terry Stricter                | Varga T. József      |
| 2000 | A vörös bolygó                                  | Red Planet                                       | Dr. Bud Chantilas             | Székhelyi József     |
| 2001 | Az elveszett ereklye kalandorai – A Loculus-kód | Revelation                                       | Magnus Martel                 | Dunai Tamás          |
| 2001 | Színésznő a feleségem                           | My Wife Is an Actress                            | John                          | eredeti nyelven      |
| 2002 | Szemből telibe                                  | Full Frontal                                     | férfi a repülőn / önmaga      |                      |
| 2002 | Született hazudozó vagyok (dokumentumfilm)      | Fellini, je suis un grand menteur                | önmaga                        |                      |
| 2003 | A főnököm lánya                                 | My Boss's Daughter                               | Jack Taylor                   | Barbinek Péter       |
| 2003 | Befejezetlen kézirat                            | The Kiss                                         | Philip Naudet                 |                      |
| 2003 | Elvarázsolt kastély                             | The Haunted Mansion                              | Ramsley                       | Versényi László      |
| 2004 | Döglött hal                                     | Dead Fish                                        | Samuel Fish                   | Szersén Gyula        |
| 2005 | Elektra                                         | Elektra                                          | Stick                         | Szersén Gyula        |
| 2005 | Drámai pillanatok                               | These Foolish Things                             | Baker                         |                      |
| 2006 |                                                 | September Dawn                                   | Brigham Young                 |                      |
| 2006 | Superman II.: A Richard Donner-változat         | Superman II: The Richard Donner Cut              | Zod tábornok                  |                      |
| 2008 | Wanted                                          | Wanted                                           | Pekwarsky                     | Szilágyi Tibor       |
| 2008 |                                                 | Flowers and Weeds (rövidfilm)                    | mesélő                        |                      |
| 2008 | Zsenikém – Az ügynök haláli                     | Get Smart                                        | Siegfried                     | Cs. Németh Lajos     |
| 2008 | Az igenember                                    | Yes Man                                          | Terrence Bundley              | Barbinek Péter       |
| 2008 | Valkűr                                          | Valkyrie                                         | Ludwig Beck                   | Szokolay Ottó        |
| 2010 |                                                 | Ultramarines: A Warhammer 40,000 Movie           | Severus kapitány (hangja)     |                      |
| 2011 | Sorsügynökség                                   | The Adjustment Bureau                            | Thompson                      | Szersén Gyula        |
| 2012 | Dal Marionnak                                   | Song for Marion                                  | Arthur                        | Szersén Gyula        |
| 2013 | A lopás művészete                               | The Art of the Steal                             | Samuel Winter                 | Fodor Tamás          |
| 2014 | Nagy szemek                                     | Big Eyes                                         | John Canaday                  | Szokolay Ottó        |
| 2016 | Vándorsólyom kisasszony különleges gyermekei    | Miss Peregrine's Home for Peculiar Children      | Abraham "Abe" Portman         | Szersén Gyula        |
| 2017 | A ferde ház                                     | Crooked House                                    | Taverner főfelügyelő          | Kertész Péter        |
| 2017 | Holodomor – Keserű aratás                       | Bitter Harvest                                   | Ivan                          |                      |
| 2018 |                                                 | Viking Destiny                                   | Odin                          |                      |
| 2019 | Gyagyás gyilkosság                              | Murder Mystery                                   | Malcolm Quince                | Fodor Tamás          |
| 2021 | Utolsó éjszaka a Sohóban                        | Last Night in Soho                               | ősz hajú úriember             | Benkő Péter          |

### Televízió
| Év        | Magyar cím          | Eredeti cím          | Szerep                              | Megjegyzések                                |
| --------- | ------------------- | -------------------- | ----------------------------------- | ------------------------------------------- |
| 1978      | A bagdadi tolvaj    | The Thief of Baghdad | Wazir Jaudur                        | - tévéfilm - magyar hangja: - Kertész Péter |
| 1983      |                     | Chessgame            | David Audley                        | 6 epizód                                    |
| 1986      |                     | The Alamut Ambush    | David Audley                        | tévéfilm                                    |
| 1986      |                     | The Cold War Killers | David Audley                        | tévéfilm                                    |
| 1986      |                     | The Deadly Recruits  | David Audley                        | tévéfilm                                    |
| 1997–1998 | Kiéhezve            | The Hunger           | Host                                | 22 epizód                                   |
| 2003      |                     | Static Shock         | Dennis / Menace professzor (hangja) | 1 epizód                                    |
| 2003–2011 | Smallville          | Smallville           | Jor-El                              | 23 epizód                                   |
| 2020      | Az Úr sötét anyagai | His Dark Materials   | Giacomo Paradisi                    | 1 epizód                                    |

## Fontosabb díjak és jelölések
Oscar-díj
- 1963 jelölés Billy Budd (legjobb férfi mellékszereplő)

Golden Globe-díj
- 1963 díj Billy Budd (legígéretesebb új férfi színész) (megosztva Keir Dulleával és Omar Shariffal)
- 1995 jelölés Priscilla, a sivatag királynőjének kalandjai (legjobb férfi színész vígjáték/musical kategóriában)

BAFTA-díj
- 1963 jelölés Billy Budd (legígéretesebb új férfi színész)
- 1995 jelölés Priscilla, a sivatag királynőjének kalandjai (legjobb férfi színész)

Az Ausztrál Filmintézet díja
- 1994 jelölés Priscilla, a sivatag királynőjének kalandjai (legjobb férfi színész)

Cannes-i Nemzetközi Filmfesztivál
- 1965 díj A lepkegyűjtő (legjobb férfi alakítás díja)